# فیومه ونتو
فیومه ونتو (به ایتالیایی: Fiume Veneto) یک کومونه در ایتالیا است که در استان پوردنونه واقع شده‌است.

## خصوصیات
فیومه ونتو ۳۵٫۸ کیلومترمربع مساحت و ۱۱٬۷۱۶ نفر جمعیت دارد و ۲۰ متر بالاتر از سطح دریا واقع شده‌است.

## خواهرخوانده
شهرهای کاستلسارازن هوده و البک، کارینتیا خواهرخوانده‌های فیومه ونتو هستند.